# Caja de cadena

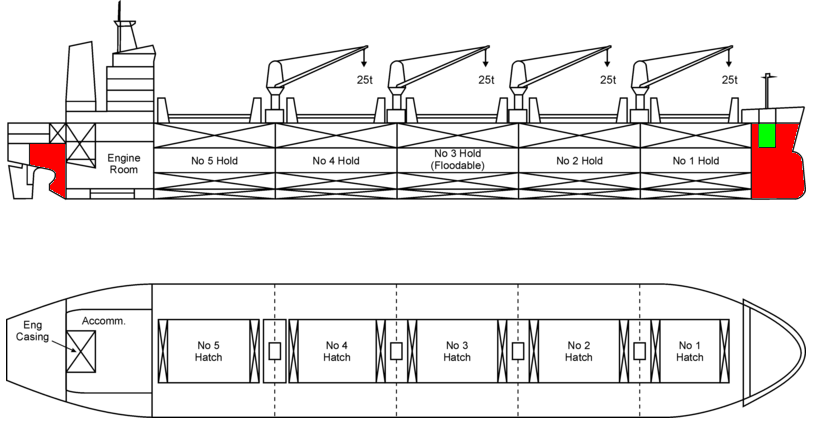
Ubicación de la caja de cadenas (verde).

La caja de cadena es el espacio destinado a alojar la cadena del ancla cuando la misma se halla sin fondear. El volumen de dicha caja se encuentra dentro del pique de proa y en el esquema de la derecha es el resaltado en verde.
El espacio de la caja de cadenas debe ser muy superior al volumen de cadena estibada de forma tal que durante la maniobra de fondeo la cadena fluya sin obstáculos.
La caja de cadena tiene un orificio de entrada ubicado en la cubierta del castillo de proa, justo debajo del cabrestante. Este acceso se denomina gatera.
Dentro de la caja de cadenas se instala un gancho disparador donde se inserta el último eslabón de la cadena, esto permite en caso de emergencia, soltar dicho gancho desde la cubierta o algún otro lugar sin necesidad de ingresar a la misma, permitiendo que ancla y cadena se "vayan por ojo", esto es, perderse en el mar y liberar así al buque de su vínculo al fondo generado por el ancla.
La caja de cadena puede tener un enjaretado de piso, de forma que los lodos que ingresen con la cadena se depositen allí.
- Datos: Q5739440